# Sân bay quốc tế Phú Bài
Cảng hàng không Quốc tế Phú Bài là sân bay phục vụ thành phố Huế, Việt Nam. Mã của sân bay Phú Bài trong hệ thống du lịch IATA là HUI. Năm 2011, sân bay này đã phục vụ 5800 lượt chuyến bay hạ và cất cánh với tổng số 780.000 lượt khách.
Năm 2015, sân bay này phục vụ 1,3 triệu lượt khách. Năm 2020 đạt 2 triệu lượt khách. Cảng HKQT Phú Bài là nơi đặt trụ sở của hãng hàng không Vietravel Airlines.

## Lịch sử

### Thời Pháp thuộc
Sân bay quốc tế Phú Bài được xây dựng từ thời còn thực dân Pháp, người Pháp xây dựng sân bay này nhằm phục vụ kinh thành Huế. Nó được sửa chữa nâng cấp nhiều lần như kéo dài đường băng để tiếp nhận các máy bay lớn; hệ thống đường lăn, sân đỗ, hệ thống thoát nước, hệ thống đèn dẫn đường.

### Thời Việt Nam Cộng hòa
Dưới hình thức là một phi cảng, Phú Bài được xây cất, chỉnh trang và phát triền cho nhu cầu hàng không dân sự và quân sự cho không lực Việt Nam Cộng hòa. Lúc này, tên chính thức của sân bay Phú Bài là Phi Cảng Huế - Phú Bài, còn được gọi với tên khác là Phi trường Phú Bài.

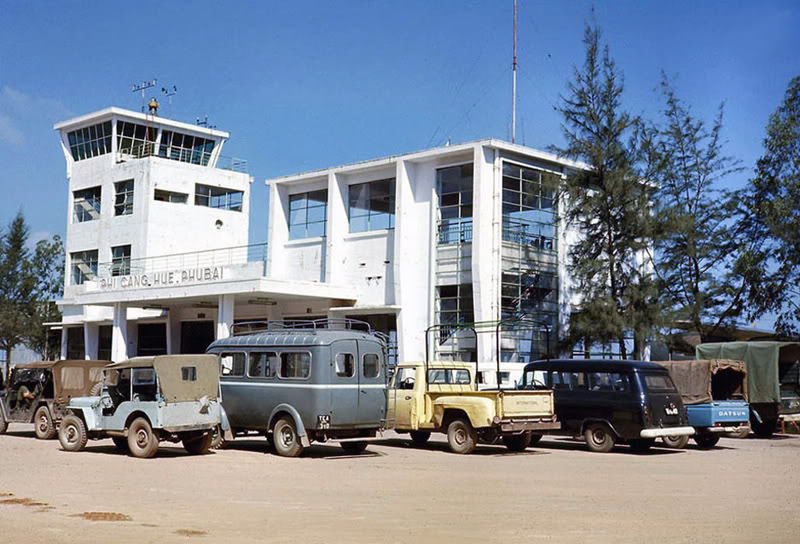
Sân bay Phú Bài trước 1975

### Sau năm 1975
Sau khi Chiến tranh Việt Nam kết thúc, sân bay Phú Bài được đưa vào khai thác vào ngày 26/03/1976, trở thành sân bay hỗn hợp dùng chung quân sự và cả hàng không dân dụng. Vào ngày 25/04/1994, Thủ tướng chính phủ đã ký duyệt quyết định 191/TTg phê duyệt phương án cải tạo sân bay Phú Bài, để có thẻ tiếp nhận máy bay tầm trung và đề án quy hoạch xây dựng tổng thể được giao cho Cục Hàng không dân dụng Việt Nam.
Sân bay Phú Bài bắt đầu đón những chuyến bay quốc tế từ năm 2005, của chuyến bay của hãng hàng không Áo (Austrian Airlines) bằng máy bay B737 chở khách đi và đến cố đô Luang Prabang (LPQ)

## Địa lý
Sân bay quốc tế Phú Bài nằm ở phía nam thành phố Huế cách trung tâm thành phố 15 km, thuộc phường Phú Bài, thị xã Hương Thủy, thành phố Huế.
Sân bay quốc tế Phú Bài có tọa độ: 16°24′06″N, 107°42′10″E.
Sân bay quốc tế Phú Bài hiện có đường băng dài 2.700 m, rộng 45m, có đèn chiếu sáng phục vụ các chuyên bay đêm.

## Công suất
Sân bay này có thể tiếp nhận các máy bay tầm trung như Airbus A320, Airbus A321, Boeing 737 và tương đương . Năm 2006, có 2.327 lượt chuyến bay cất, hạ cánh tại sân bay Phú Bài, với 428.000 lượt hành khách.

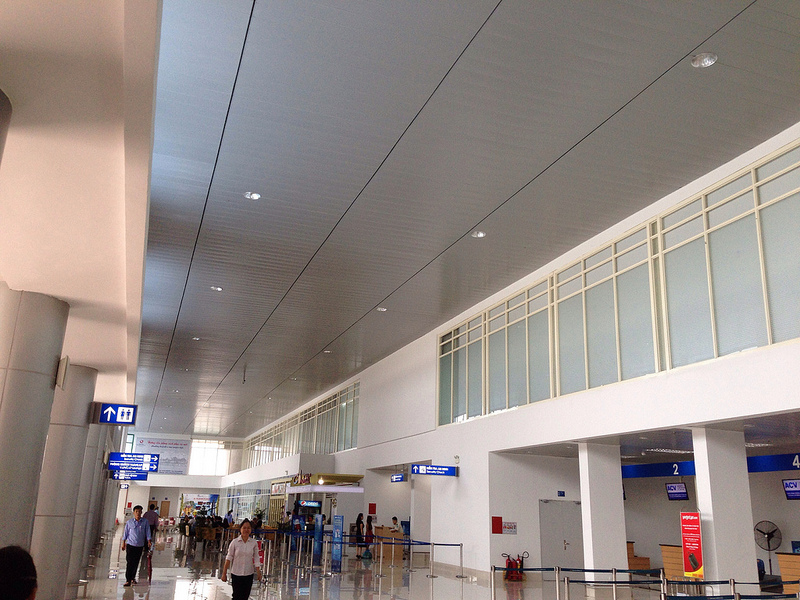
Sảnh chính sân bay Phú Bài

Năm 2007, số lượng khách đạt hơn 500.000.
Sân bay này xếp thứ 5 tại Việt Nam về số lượng khách. Năm 2008, Sân bay quốc tế Cam Ranh đã phục vụ 683.000 lượt khách, vượt Sân bay Phú Bài để thành sân bay lớn thứ 4 Việt Nam tính theo số lượng khách thông qua.

Năm 2014, sân bay này phục vụ 1.159.000 lượt khách, so với mức 2.062.000 lượt khách của sân bay Cam Ranh
Một nhà ga mới có công suất thiết kế 5 triệu lượt khách/năm đã được xây dựng, thời gian xây dựng từ cuối tháng 12/2019 và đã chính thức khánh thành vào tháng 6/2023 với tổng mức đầu tư 2.250 tỷ đồng.

## Các hãng hàng không và điểm đến

### Hãng hàng không đang hoạt động
| Hãng hàng không   | Các điểm đến                          |
| ----------------- | ------------------------------------- |
| Pacific Airlines  | Thành phố Hồ Chí Minh, Hà Nội         |
| Hàng không Hải Âu | Đà Nẵng                               |
| Vietnam Airlines  | Thành phố Hồ Chí Minh, Hà Nội, Đà Lạt |
| VietJet Air       | Thành phố Hồ Chí Minh, Hà Nội         |

## Thống kê

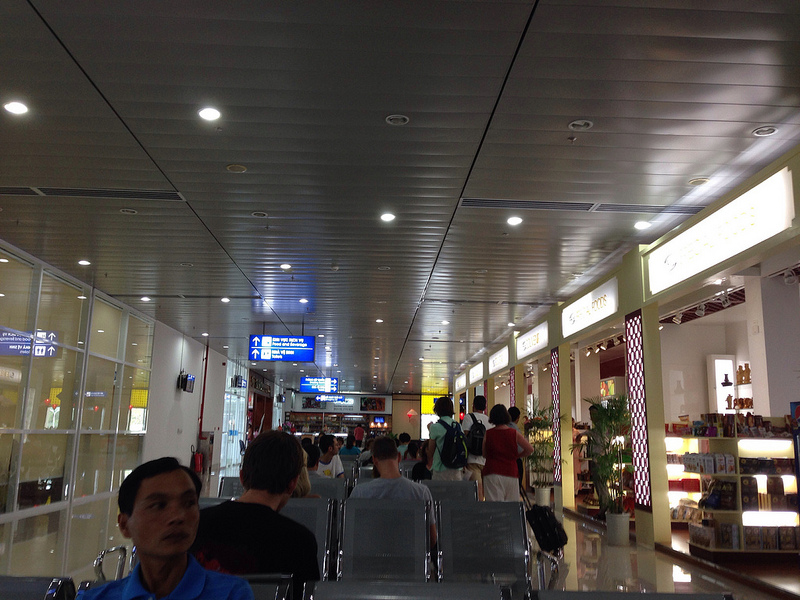
Phòng chờ sân bay Phú Bài

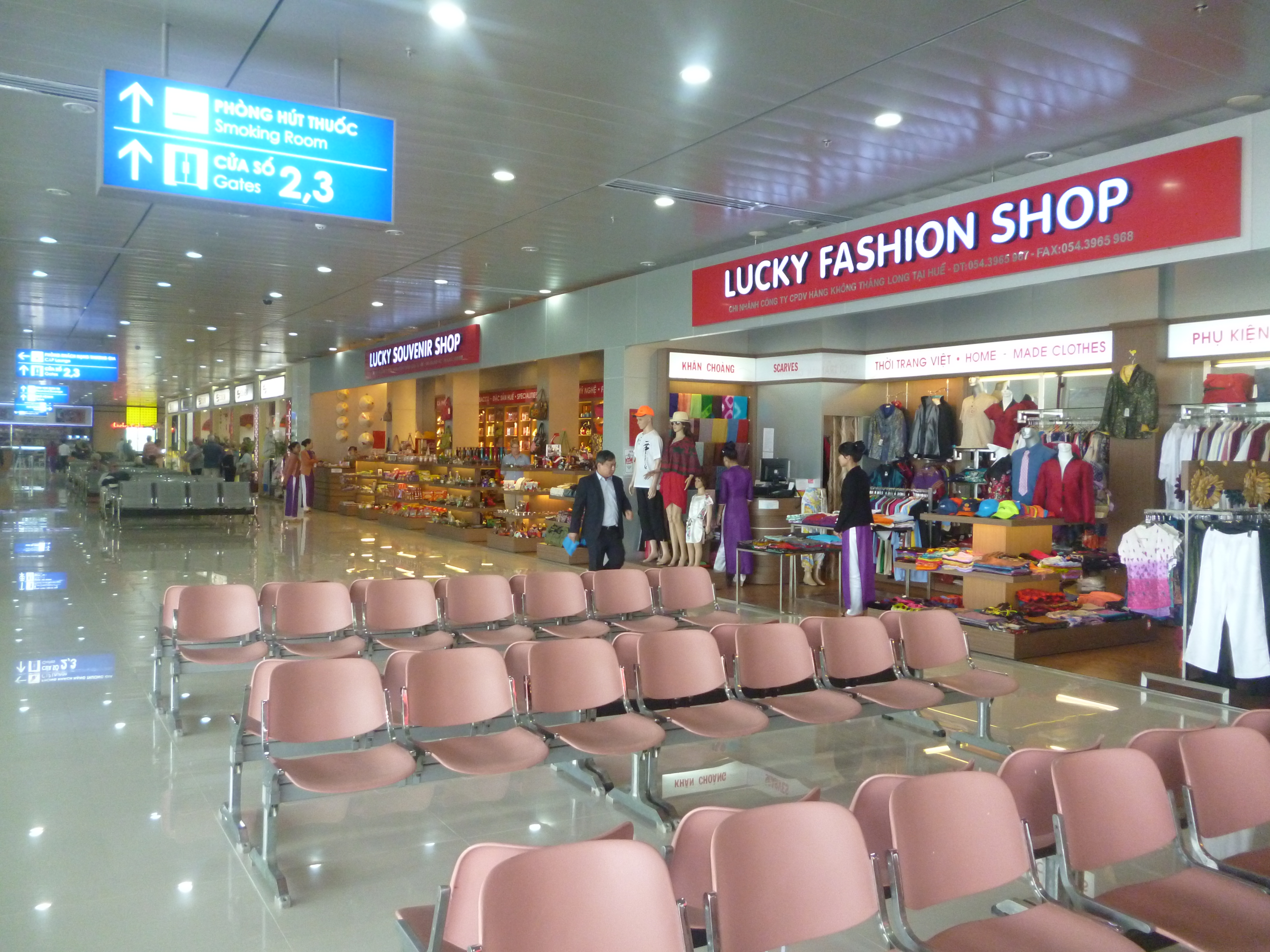
Phòng chờ tại sân bay Phú Bài

| Năm  | Số hành khách thông qua |
| ---- | ----------------------- |
| 2011 | 780.000                 |
| 2012 |                         |
| 2013 |                         |
| 2014 | 1.159.260               |
| 2015 | 1,300,000               |
| 2018 | 1.830.000               |
| 2019 | 1.931.939               |
| 2020 | 1.500.000               |
| 2021 | 2.000.000               |
| 2022 | 2.100.000               |
| 2023 | 2.200.000               |

## Xây dựng

### Nhà ga hành khách T2
Theo quy hoạch, đến năm 2020, Cảng hàng không đạt chỉ tiêu cấp 4E, tại giờ cao điểm có thể tiếp nhận 20 máy bay và 5 triệu hành khách/năm.
Thủ tướng Chính phủ vừa ký Quyết định 1029, phê duyệt Quy hoạch Cảng hàng không quốc tế Phú Bài giai đoạn đến năm 2020 và định hướng đến năm 2030.
Cảng hàng không Phú Bài, thị xã Hương Thủy, tỉnh Thừa Thiên Huế sẽ trở thành cảng hàng không quốc tế lớn có khả năng tiếp nhận các loại máy bay Boeing 777 / Boeing 787 và tương đương.Theo quy hoạch, đến năm 2021, Cảng hàng không đạt chỉ tiêu cấp 4E, tại giờ cao điểm có thể tiếp nhận 20 máy bay và 5 triệu hành khách/năm. Đến năm 2030 sẽ nâng cấp thành sân bay quân sự cấp 2, tiếp nhận 26 máy bay vào giờ cao điểm và 9 triệu hành khách/năm... Xây dựng nhà ga hành khách 2, cao trình đạt công suất 2 nghìn hành khách/giờ cao điểm, khu nhà ga hàng hóa đạt công suất 100 nghìn tấn/năm. Dự kiến đến năm 2030 mở rộng nhà ga hành khách đạt công suất 4 nghìn hành khách/giờ cao điểm và tiếp nhận 200 nghìn tấn hàng hóa/năm.Tổng diện tích đất quy hoạch Cảng hàng không Phú Bài là trên 500 héc ta, vốn đầu tư hơn 12 nghìn 500 tỷ đồng được huy động từ nhiều nguồn khác nhau.
Dự án nhà ga hành khách T2 Phú Bài bao gồm: nhà ga, đường giao thông, sân đỗ ôtô và các hạng mục phụ trợ. Tổng vốn khoảng 2.250 tỷ đồng do Tổng công ty Cảng hàng không Việt Nam (ACV) làm chủ đầu tư.
Công trình thiết kế theo văn hóa kiến trúc cung đình Huế với các lớp mái chồng xếp lên nhau, thể hiện khát vọng vươn lên. Tầng một gồm: sảnh đến, băng chuyền hành lý, khu vực nhập cảnh, cảng vụ, hải quan, phòng chờ VIP, phòng hành lý thất lạc, kiểm soát an ninh. Tầng lửng bố trí văn phòng các hãng hàng không. Tầng hai là khu vực thủ tục, kiểm soát an ninh, khu vực xuất cảnh, khu vực chờ lên máy bay. Nhà ga có hệ thống đường dẫn ra máy bay với 4 ống lồng.
Nhà ga có diện tích sàn xây dựng khoảng 22.380 m2, dự kiến công suất phục vụ 5 triệu hành khách/năm (trong đó 4 triệu khách nội địa) năm 2021 và 9 triệu hành khách/năm vào năm 2030, bảo đảm phục vụ 2.500 hành khách giờ cao điểm. Công trình chính thức khởi công ngày 29 tháng 12 năm 2019 và đưa vào khai thác từ ngày 17 tháng 6 năm 2023.

### Dự án mở rộng sân đỗ máy bay
Khi nhà ga T2 hoàn thành, nhà ga hiện tại trở thành ga hàng hoá, thay vì đón khách như hiện nay.
Dự án được khởi công từ ngày 2/12/2020 do ACV làm chủ đầu tư, được chia làm 2 giai đoạn. Giai đoạn 1 khi hoàn thành sẽ nâng tổng vị trí đỗ máy bay của Cảng HKQT Phú Bài từ 8 vị trí đỗ hiện nay lên 13 vị trí đỗ, trong đó 12 vị trí đỗ máy bay code C và 01 vị trí đỗ máy bay code E, đáp ứng công suất 5 triệu hành khách/năm. Giai đoạn 2 khi hoàn thành sẽ đáp ứng 14 vị trí đỗ, trong đó có 10 vị trí đỗ máy bay code C và 04 vị trí đỗ máy bay code E, đáp ứng công suất 9 triệu hành khách/năm. Tổng vốn đầu tư của dự án trong giai đoạn 1 là 494 tỷ đồng từ nguồn vốn đầu tư phát triển của ACV. Theo kế hoạch, giai đoạn 1 của dự án sẽ hoàn thành và đưa vào khai thác trong tháng 12 năm 2021.